# Apia International Sydney 2015
L'Apia International Sydney 2015 è  un torneo di tennis giocato sul cemento. È la 123ª edizione del torneo facente parte della categoria ATP World Tour 250 series nell'ambito dell'ATP World Tour 2015 e della categoria WTA Premier nell'ambito del WTA Tour 2015. Si gioca nell'impianto NSW Tennis Centre a Sydney, Australia, dall'11 all'17 gennaio 2015.

## Partecipanti ATP

### Teste di serie
| Nazionalità | Giocatore             | Ranking | Testa di serie* |
| ----------- | --------------------- | ------- | --------------- |
| Italia      | Fabio Fognini         | 19      | 1               |
| Belgio      | David Goffin          | 22      | 2               |
| Germania    | Philipp Kohlschreiber | 24      | 3               |
| Francia     | Julien Benneteau      | 25      | 4               |
| Argentina   | Leonardo Mayer        | 28      | 5               |
| Uruguay     | Pablo Cuevas          | 29      | 6               |
| Francia     | Jérémy Chardy         | 31      | 7               |
| Slovacchia  | Martin Kližan         | 34      | 8               |

* Le teste di serie sono basate sul ranking al 5 gennaio 2015.

### Altri partecipanti
I seguenti giocatori hanno ricevuto una wildcard per il tabellone principale:
- Juan Martín del Potro
- Samuel Groth
- Marinko Matosevic

I seguenti giocatori sono passati dalle qualificazioni:

- Michail Kukuškin
- Jarkko Nieminen
- Igor Sijsling
- Viktor Troicki

## Partecipanti WTA

### Teste di serie
| Nazionalità | Giocatore           | Ranking | Testa di serie* |
| ----------- | ------------------- | ------- | --------------- |
| Romania     | Simona Halep        | 3       | 1               |
| Rep. Ceca   | Petra Kvitová       | 4       | 2               |
| Polonia     | Agnieszka Radwańska | 5       | 3               |
| Danimarca   | Caroline Wozniacki  | 8       | 4               |
| Germania    | Angelique Kerber    | 9       | 5               |
| Russia      | Ekaterina Makarova  | 10      | 6               |
| Slovacchia  | Dominika Cibulková  | 11      | 7               |
| Italia      | Flavia Pennetta     | 12      | 8               |

* Le teste di serie sono basate sul ranking al 5 gennaio 2015.

### Altri partecipanti
I seguenti giocatori hanno ricevuto una wildcard per il tabellone principale:
- Jarmila Gajdošová
- Dar'ja Gavrilova

I seguenti giocatori sono passati dalle qualificazioni:

- Polona Hercog
- Kristina Mladenovic
- Cvetana Pironkova
- Lesia Tsurenko

## Punti e montepremi
| Torneo              | Torneo              | V       | F      | SF     | QF     | 2T     | 1T    | Q  | Q3    | Q2    | Q1  |
| Singolare femminile | Punti               | 470     | 305    | 185    | 100    | 55     | 1     | 25 | 18    | 13    | 1   |
| Singolare femminile | Premi in denaro ($) | 124.000 | 66.400 | 35.455 | 19.050 | 10.220 | 5.580 | –  | 2.920 | 1.555 | 860 |
| Doppio femminile    | Punti               | 470     | 305    | 185    | 100    | -      | 1     | –  | –     | –     | –   |
| Doppio femminile    | Premi in denaro ($) | 39.000  | 20.650 | 11.360 | 5.785  | -      | 3.140 | –  | –     | –     | –   |

## Campioni

### Singolare maschile
Viktor Troicki ha sconfitto in finale  Michail Kukuškin per 6-2, 6-3.
- È il secondo titolo in carriera per Troicki, il primo del 2015.

### Singolare femminile
Petra Kvitová ha battuto in finale  Karolína Plíšková con il punteggio di 7–6(5), 7–6(6).
- È il quindicesimo titolo in carriera per la Kvitová, il primo del 2015.

### Doppio maschile
Rohan Bopanna /  Daniel Nestor hanno sconfitto in finale  Jean-Julien Rojer /  Horia Tecău per 6-4, 7–6(5).

### Doppio femminile
Bethanie Mattek-Sands /  Sania Mirza hanno battuto in finale  Raquel Kops-Jones /  Abigail Spears con il punteggio di 6-3, 6-3.